# Madrid (Iowa)
Madrid város az Amerikai Egyesült Államok Iowa államában, Boone megyében. Lakosainak száma 2802 fő (2020. április 1.).

## Népesség
A település népességének változása:

| 2010 | 2 543 |
| 2020 | 2 802 |